# Ancylodonta glabripennis
Ancylodonta glabripennis är en skalbaggsart som beskrevs av Dmytro Zajciw 1970. Ancylodonta glabripennis ingår i släktet Ancylodonta och familjen långhorningar.
Artens utbredningsområde är Uruguay. Inga underarter finns listade i Catalogue of Life.